# 펜실베이니아 주립 대학교
펜실베이니아 주립 대학교 또는 펜스테이트(Pennsylvania State University 또는 Penn State, PSU)는 미국 펜실베이니아주 전역에 위치해 있는 미국 공립대학교로서 퍼블릭 아이비리그의 일원이다. 공과, 자연과학, 경영학으로 특히 유명한 대규모의 연구 중심 대학으로써 사회에서 활동 중인 누적 졸업생 수도 매우 많아, 그만큼 동문 인프라도 탄탄하다. 학교 교육 커리큘럼이 잘 갖추어져 있고, 재학생을 위한 교내 복지 시설이 잘 구성되어 있어 학교에 대한 만족도도 상당히 높다고 한다.
현재 펜스테이트의 총장은 에릭 배런(Eric J. Barron)이다. 파란색과 하얀색을 학교의 색으로 사용하고 있다. 참고로 펜실베이니아 주립 대학교는 필라델피아에 위치한 사립대학인 펜실베이니아 대학교와는 별개의 종합대학이다.

## 캠퍼스
행정중심 캠퍼스는 유니버시티 파크(University Park)라는 도시에 있다. 유니버시티 파크 캠퍼스 이외에도 펜실베이니아주 전역에 19개의 연방(Commonwealth) 캠퍼스와 5개의 특수목적(Special Mission) 캠퍼스가 존재한다. 독립적으로 운영되고 서로 다른 졸업장을 수여하는 여타 다른 멀티 캠퍼스 시스템 대학들과는 다르게, 펜실베이니아 주립대학교는 "One university, geographically distributed"라는 개념으로 한 명의 총장과 하나의 이사회가 존재하고, 캠퍼스와 상관없이 동일한 성적표와 졸업장(캠퍼스 구분 없이 "The Pennsylvania State University"로 표기)을 수여한다. 따라서, 펜실베이니아 주립대는 유니버시티 파크 캠퍼스를 본교(Main)라고 하지 않고 "Administrative and research hub" 캠퍼스로 규정한다.

## 역사

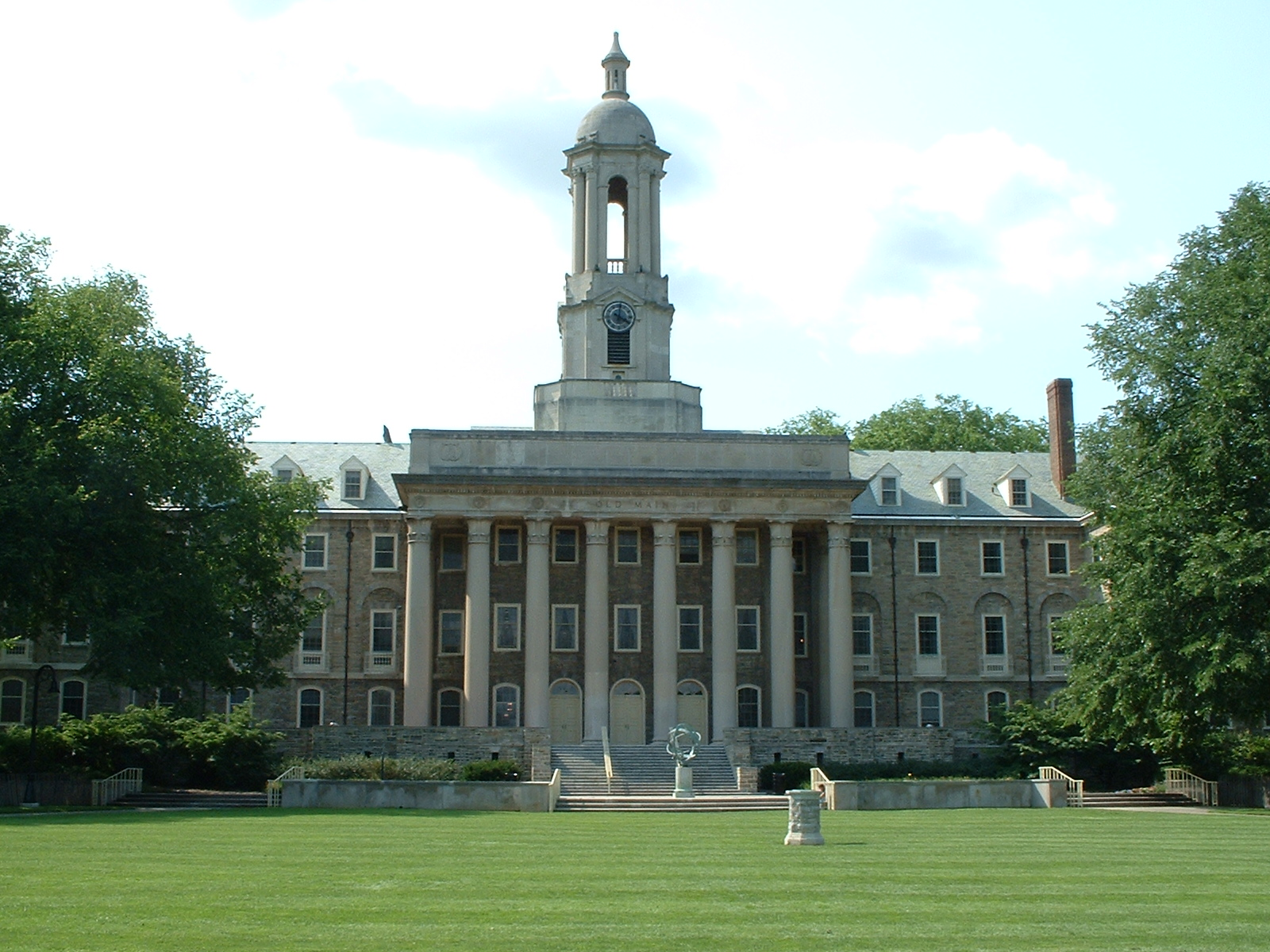
펜실베이니아 주립 대학교 Old Main

1855년에 펜실베이니아 농업 고등학교로 시작하여, 1863년에 종합대학이 되었으며, 1874년에 펜실베이니아 주립 대학(The Pennsylvania State College)으로 이름을 바꾸었다.

## 교육 및 연구

### 구성
펜스테이트에는 문리대, 농대, 공대, 경영대, 커뮤니케이션대, 지구(광물)과학 및 공학대, 사범대, 보건 및 인간 개발대, 과학대가 있으며, 전문 직업 학교로는 의대, 수의과대등이 있다. 특히 산업 및 제조공학과(산업공학), 석유시추공학과, 그리고 농대 등의 학과는 미국 최초로 학과가 개설되고 학위가 주어진 것으로 유명하다. 그리고 미국에서 가장 큰 규모의 기상(대기)학과를 보유하고 있다.

### 평가
매년 미국 국내 대학 순위를 발표하는 U.S. News & World Report에서 2022년 현재 77위에 랭크되어 있다. 특히 경영학과 엔지니어링은 톱 20위권, 지구 과학대는 6위에 속해있다. 또한 세부 전공으로는 산업 및 제조공학과(산업공학과; Industrial and Manufacturing Engineering)는 4위, 신체역학(Kinesiology)은 1위, 재료공학(Material Science and Engineering)은 8위, 석유 및 천연가스 공학(Petroleum and Natural Gas Engineering)은 5위, 공-물리학(Engineering Science)은 5위, 지리학(Geography)은 1위, 지질학(Geology)은 3위 등으로 높은 점수를 받고 있으며, 건축, 환경, 천문, 화학 등을 포함한 자연 계열 전 분야도 수준급으로 알려지고 있다. 미국 공립 대학중에서는 8위에 선정되었다. 대규모의 연구 중심 대학인 펜스테이트는, 연구 의뢰비 규모에서 민간 기구에서 받는 규모는 전국 1위, 정부에서 받는 규모로는 전국 15위를 차지한다.

## 스포츠
펜스테이트는 1990년에 미식축구 코치 조 파터노(Joe Paterno)와 학장 브라이스 조던(Bryce Jordan)의 주도 아래 중서부의 미국 대학 스포츠 리그인 빅텐 콘퍼런스(Big Ten Conference)에 가입하였다. 원래 10개의 학교로 이루어져 있던 빅텐 콘퍼런스는 펜스테이트의 가입으로 현재 11개의 학교로 이루어져 있지만 여전히 빅텐 콘퍼런스라는 이름을 유지하고 있다. 29개에 달하는 각종 대학 스포츠 팀들은 60차례에 걸쳐 전미 챔피언에 오를 정도로 그 실력이 대단하다.

## 같이 보기
- 펜실베이니아주의 대학 목록